# Provincie Sagami

Mapa japonských provincií se zvýrazněnou provincií Sagami

Provincie Sagami (japonsky: 相模国; Sagami no kuni) byla stará japonská provincie, na jejímž území se dnes rozkládá většina prefektury Kanagawa, mimo měst Jokohama a Kawasaki. Sagami sousedila s provinciemi Izu, Kai, Musaši a Suruga.
Staré hlavní město provincie se nacházelo poblíž dnešního města Hiracuka. Během období Sengoku byl nejdůležitějším hradem v provincii hrad v Odawaře, byť většinou byla Sagami ovládána z větší sousední provincie Musaši.